# Trận vây hãm Cusco
Trận vây hãm Cusco (6 tháng 5 năm 1536 - tháng 3 năm 1537) là một cuộc phong tỏa thành phố Cusco của quân đội phụng sự Sapa Inca Manco Inca Yupanqui chống lại lực lượng đồn trú của quân xâm lược Tây Ban Nha và trợ quân Anh-điêng do Hernando Pizarro chỉ huy với hy vọng khôi phục Đế quốc Inca (1438–1533). Trận vây hãm kéo dài 10 tháng nhưng người Inca cuối cùng thất bại trong nỗ lực chiếm lại thủ đô.

## Bối cảnh
Đoàn viễn chinh Tây Ban Nha do Francisco Pizarro lãnh đạo chiếm được thủ đô Cusco của người Inca vào ngày 15 tháng 11 năm 1533 sau khi đánh bại một đội quân Inca do tướng Quisquis (vị tướng trung thành với Atahualpa) chỉ huy. Vào tháng sau, các conquistador đưa Manco Inca lên làm hoàng đế bù nhìn để dễ thao túng và kiểm soát đế quốc. Quyền lực thực sự nằm trong tay người Tây Ban Nha, những kẻ thường xuyên sỉ nhục Manco Inca và bỏ tù ông lần hai sau sự biến Manco vượt ngục vào tháng 11 năm 1535. Sau khi được thả vào tháng 1 năm 1536, Manco Inca rời Cusco vào ngày 18 tháng 4, hứa với Hernando Pizarro là ông sẽ mang về một pho tượng bằng vàng để trả ơn nhưng thực chất, Manco đã ấp ủ kế hoạch khởi nghĩa từ lâu.

## Diễn biến
Nhận ra sai lầm của mình, Hernando Pizarro dẫn đầu một cuộc viễn chinh chống lại quân đội của Manco Inca, vốn đã tập trung tại Thung lũng Yucay gần đó; cuộc tấn công thất bại vì người Tây Ban Nha đã đánh giá thấp quy mô quân đội Inca. Hoàng đế Inca không tấn công Cusco ngay lập tức; thay vào đó, ông chờ đợi để tập hợp toàn bộ lực lượng ước tính vào tầm 100.000 đến 200.000 binh lính xung quanh thành phố (con số thấp nhất của một số nguồn là 40.000). Thành Cusco được giữ bởi 190 lính Tây Ban Nha, trong đó 80 người là kỵ binh, và vài ngàn trợ quân Anh-điêng bản địa.  Cuộc bao vây bắt đầu vào ngày 6 tháng 5 năm 1536, mở màn bằng một cuộc tấn công tổng lực vào quảng trường chính của thành phố; quân Inca xâm lấn thành công và bao vây người Tây Ban Nha trú ẩn trong hai tòa nhà lớn gần quảng trường chính. Những conquistador chống đỡ các cuộc tấn công từ người Inca bằng những công trình này và tổ chức các cuộc đột kích thường xuyên nhằm phá vây.
Nhằm mở đường thoát, người Tây Ban Nha quyết định tấn công thành Sacsayhuamán, đại bản doanh của quân đội Inca. 50 kỵ binh, dẫn đầu bởi Juan Pizarro cùng với nhiều trợ quân bản địa, xuyên thủng đội hình quân Inca và công kích Sacsayhuamán từ bên ngoài thành phố. Trong cuộc tấn công trực diện vào các bức tường lớn của Sacsayhuamán, một viên đá bắn trúng đầu Juan Pizarro; ông qua đời vài ngày sau đó vì vết thương. Ngày hôm sau, người Tây Ban Nha chống lại cuộc phản công của người Inca và tiến hành một cuộc tấn công mới vào ban đêm bằng cách sử dụng thang. Sau khi trèo lên được các tường phòng thủ, họ chiếm được sân thượng của Sacsayhuamán trong khi quân đội Inca ngoan cố giữ lấy hai ngọn tháp cao của tòa thành. Các chỉ huy Inca, Paucar Huaman và thầy tế lễ Willaq Umu, quyết định mở đường rút chạy về Calca, nơi trú ẩn của Manco Inca, để mang quân tiếp viện quay trở lại. Họ thoát thân thành công và các tòa tháp được để lại dưới sự chỉ huy của Titu Cusi Gualpa, một nhà quý tộc Inca. Bất chấp sự chống trả quyết liệt của Titu, người Tây Ban Nha với trợ quân bản địa giết được những kẻ còn sót lại và tái chiếm thành công pháo đài.

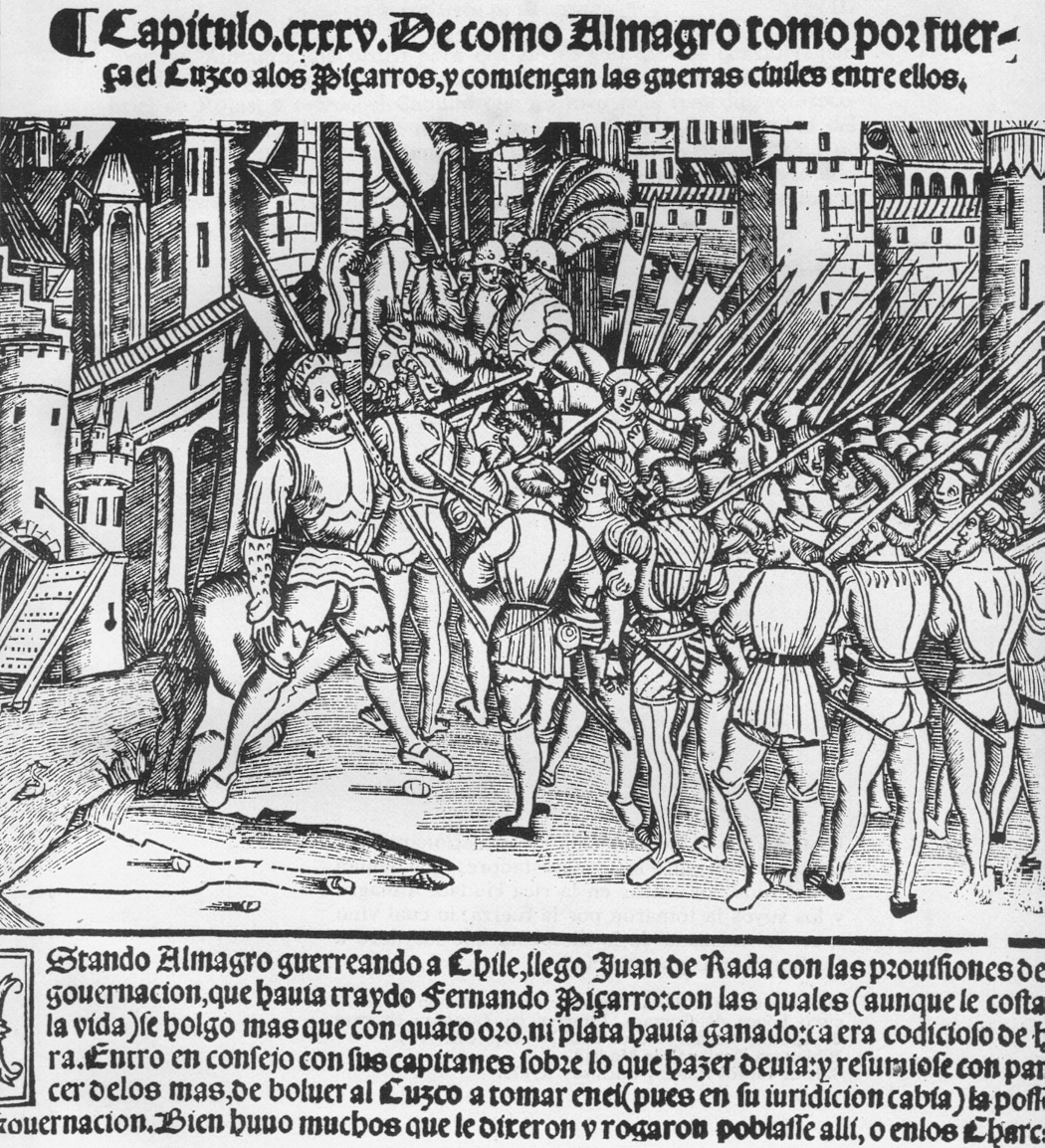
Quân của Almagro tiếp quản Cusco

Việc chiếm được Sacsayhuamán đã giảm bớt áp lực lên các đơn vị đồn trú của Tây Ban Nha tại Cusco; cuộc giao tranh giờ đây đã trở thành một loạt các cuộc đột kích hàng ngày, gián đoạn bởi truyền thống tôn giáo của người Inca là không giết chóc vào thời điểm trăng non. Trong suốt cuộc vây hãm, người Tây Ban Nha đã thực hiện các chiến thuật khủng bố nhằm làm giảm nhuệ khí của quân đội Inca, bao gồm giết phụ nữ bị bắt và chặt tay đàn ông bị bắt. Được khích lệ bởi những thành công phía Tây Ban Nha, Hernando Pizarro dẫn đầu một cuộc tấn công nhằm vào đại bản doanh của Manco Inca hiện đang ở Ollantaytambo, cách xa Cusco. Manco Inca đánh bại quân Tây Ban Nha trong Trận Ollantaytambo bằng cách tận dụng các công sự và địa hình hiểm trở xung quanh địa điểm. Các đơn vị đồn trú Tây Ban Nha thành công trong các nỗ lực thu thập lương thực xung quanh Cusco. Trong khi đó, Manco Inca lấy đà từ thành công tại Ollantaytambo với một cuộc tấn công mới vào Cusco, nhưng một đội kỵ binh Tây Ban Nha đón đánh được đội quân mới này nên nỗ lực đó trở thành thất bại. Cùng đêm đó, người Tây Ban Nha tổ chức một cuộc tấn công toàn diện, gây bất ngờ và gây thương vong nặng nề cho quân của Manco Inca.
Sau 10 tháng chiến đấu ác liệt ở Cusco, với nhuệ khí đã héo tàn, Manco Inca quyết định giải vây Cusco, rút hết quân về Ollantaytambo rồi sau đó chạy về Vilcabamba, nơi ông thành lập Nhà nước Tân Inca. Một số ý kiến cho rằng với quyết định này, ông đã từ bỏ cơ hội để đánh đuổi người Tây Ban Nha khỏi vùng đất Peru nhưng có lẽ đây là lựa chọn duy nhất của ông sau khi hay tin Diego de Almagro đã quay trở lại từ Chile. Almagro, vẫn uất ức vì không được trọng thưởng xứng đáng với công sức mà ông bỏ ra trong cuộc chinh phạt, chiếm thành phố từ tay Hernando và Gonzalo Pizzaro tuyên bố chiến thắng của Tây Ban Nha, rồi bỏ tù hai anh em nhà Pizarro. Gonzalo sau này trốn thoát, rồi đánh bại Almagro trong Trận Las Salinas.:246–249,256–260

## Trích dẫn
1. ↑  Hemming, The conquest, tr. 115.
2. ↑  Hemming, The conquest, tr. 123–125.
3. ↑  Hemming, The conquest, tr. 178–180.
4. ↑  Hemming, The conquest, tr. 181–182.
5. ↑  Hemming, The conquest, tr. 184–185.
6. ↑  Hemming, The conquest, tr. 185–186.
7. ↑  Hemming, The conquest, pp. 187–188.
8. ↑  Hemming, The conquest, tr. 189–190.
9. ↑  Hemming, The conquest, tr. 192–196.
10. ↑  Hemming, The conquest, tr. 197.
11. ↑  Hemming, The conquest, tr. 198–199.
12. ↑  Hemming, The conquest, tr. 207–209.
13. ↑  Hemming, The conquest, tr. 210–211.
14. ↑  Hemming, The conquest, tr. 211–212.
15. ↑  Prescott, W.H., 2011, The History of the Conquest of Peru, Digireads.com Publishing, ISBN 9781420941142